# Stora Bodö
Stora Bodö är en ö i Finland.   Den ligger i kommunen Esbo i den ekonomiska regionen  Helsingfors  och landskapet Nyland, i den södra delen av landet, 12 km sydväst om huvudstaden Helsingfors. Arean är 0,17 kvadratkilometer.
Terrängen på Stora Bodö är mycket platt. Öns högsta punkt är 24 meter över havet. Den sträcker sig 0,6 kilometer i nord-sydlig riktning, och 0,5 kilometer i öst-västlig riktning.